# Dick Jol
Dick Jol (født 29. marts 1956) er en tidligere hollandsk fodbolddommer. Han dømte internationalt under det internationale fodboldforbund, FIFA, fra 1993 til 2001, hvor han sluttede sin sidste sæson af med blandt andet at dømme finalen i Champions League i 2001.

## Kampe med danske hold
- Den 8. september 1999: Kvalifikation til EM 2000: Italien – Danmark 2-3 i Napoli
- Den 12. oktober 1993: Kvalifikation til EM 1994 for U21 landshold: Tyskland U21 – Danmark U21 0-1